# Barbara Straka

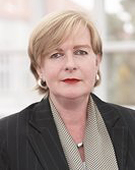
Barbara Straka (2010)

Barbara Straka (* 28. April 1954 in Berlin) ist eine deutsche Kunsthistorikerin, Kuratorin und Kunstvermittlerin. Sie war von 2004 bis 2010 Präsidentin der Hochschule für Bildende Künste Braunschweig (HBK) und arbeitete im Kunst- und Kulturmanagement, im Hochschul- und Wissenschaftsmanagement sowie im Projektmanagement der Öffentlichen Verwaltung.

## Leben und Werk
Nach dem Studium des Lehramtes Kunst und Deutsch sowie der Erziehungswissenschaften an der Pädagogischen Hochschule Berlin (1974 bis 1980) absolvierte Barbara Straka ein Zweitstudium der Kunstgeschichte und Philosophie an der Freien Universität Berlin (1982 bis 1984).
Seit Ende der 1970er Jahre wirkte Straka als freiberufliche Kuratorin an Ausstellungsprojekten der Neuen Gesellschaft für Bildende Kunst (NGBK) mit, vorwiegend in der Arbeitsgruppe „RealismusStudio“, deren Leitung sie 1980 übernahm und bis 1986 sowie von 1987 bis 1988 innehatte. Ihr Ziel war es, jenseits des damaligen Mainstreams des Berliner Kritischen Realismus neue Formen und Medien politisch-kritischer Kunst auszustellen und zu diskutieren. Für die NGBK konzipierte und organisierte sie in den 1980er- und 1990er-Jahren diverse Ausstellungen.
1985 bis 1987 war sie Projektleiterin beim Neuen Berliner Kunstverein und organisierte im Auftrag des Berliner Kultursenators anlässlich der 750-Jahr-Feier Berlins den Skulpturenboulevard Kurfürstendamm Tauenzien. Der Skulpturenboulevard rief zu Beginn eine konservative Berliner Öffentlichkeit auf den Plan und war anfangs auch in den Medien umstritten. Für einige der Werke gelang es ihr, nach 1987 eine dauerhafte Aufstellung am Standort zu sichern. Sie gehören heute zu den Sehenswürdigkeiten des alten Berliner Westens. Das Projekt Skulpturenboulevard wurde 1997 mit dem Hugo-von-Tschudi-Award ausgezeichnet.
Von 1994 bis 2004 leitete Straka als Direktorin das Haus am Waldsee in Berlin. In ihrem zehnjährigen Wirken als institutionelle Kuratorin öffnete sie das Konzept des 1945 gegründeten Ausstellungshauses für internationale Kunst, knüpfte an bisherige Arbeitsschwerpunkte an und realisierte zum Teil mit Gastkuratoren monographische, thematische und Länderausstellungen.
Als Lehrbeauftragte der Universität der Künste (1993 bis 1995) führte sie Seminare zum Thema „Projektmanagement und kuratorisches Handeln“ durch. 2004  bis 2010 war Barbara Straka Präsidentin der Hochschule für Bildende Künste Braunschweig. Sie leitete die „Kunstuniversität“ als Nachfolgerin von Michael Schwarz in der Phase der bundesweiten Einführung der Bologna-Reform, der Hochschulverträge und der Studienbeiträge, entwickelte ein Leitbild und richtete neue Studiengänge und -abschlüsse nach dem disziplinübergreifenden Braunschweiger Modell ein. Das Hochschularchiv wurde gegründet und die Grundlage für eine Kunstsammlung gelegt. Während ihrer Amtszeit wurden 2006 das Institut für Transportation Design gegründet, der Studiengang „Kunstvermittlung“ neu eingerichtet  sowie Kooperationsverträge mit der Bundesakademie für kulturelle Bildung Wolfenbüttel und der Fachhochschule Ostfalia geschlossen. Es gelang ihr, die Hochschule innerhalb der Forschungslandschaft Braunschweig, in der 2008 gegründeten Metropolregion Hannover-Braunschweig-Göttingen-Wolfsburg sowie im Innovationsnetzwerk Niedersachsen zu positionieren.
Nach Amtsübergabe 2010 an Hubertus von Amelunxen setzte Barbara Straka ihre 1994 im Landesdienst Berlin begonnene Tätigkeit fort und ist seither in der Senatsverwaltung für Wirtschaft, Technologie und Forschung als Referentin tätig. Seit 2012 ist sie Referentin für die Asien-Pazifik-Wochen im Referat „Europäische und Internationale Zusammenarbeit“.
Barbara Straka ist außerdem als Verfasserin kunstwissenschaftlicher Texte und als Projektberaterin sowie Moderatorin für Künstler und Galerien tätig.